# Vyšná Štefanová
Vyšná Štefanová je údolí, které je levou větví Ľubochnianské doliny neboli Ľubochňanského údolí ve Velké Fatře na Slovensku. Údolí začíná kousek pod údolím Rakytov ve výšce asi 780 m a stoupá směrem na západ k úbočí hory Štefanová (1300 m). Orograficky pravé svahy údolí tvoří severní hřeben Javoriny (1328 m), levé pak jihovýchodní hřeben Malého Lysce (1297 m). Krátký východní hřbet hory Štefanová dělí horní část údolí na dvě části..
Údolí je zcela pokryto lesem s pouze malými skalními výchozy. Protéká jím malý potok, který je přítokem říčky Ľubochnianka, jež protéká Ľubochňanským údolím. Vyšná Štefanová je součástí Národního parku Velká Fatra a nevede tudy žádná turistická stezka.